# Naejangsang-dong
Naejangsang-dong (koreanska: 내장상동) är en stadsdel i staden Jeongeup i provinsen Norra Jeolla i den sydvästra delen av  Sydkorea, 230 km söder om huvudstaden Seoul.
Stadsdelen består dels av ett tätbebyggt område i den centrala delen av Jeongeup med bland annat byarna Sang-dong och Geumbung-dong, dels av ett bergsområde i söder med byn Naejang-dong. I bergsområdet ligger även en del av Naejangsan nationalpark.